# Henrik Sillem
Henrik Sillem, właśc. Hendrik Sillem (ur. 12 sierpnia 1866 w Amsterdamie; zm. 13 lipca 1907 w Courmayeur) – holenderski strzelec, prawnik i alpinista. Medalista olimpijski oraz sześciokrotny medalista mistrzostw świata w strzelectwie.

## Życiorys
Był synem Johanna Gottlieba Sillema, bankiera w Hope & Co. w Amsterdamie i Judithy Cathariny Henriette Hoeufft. Sillem studiował na uniwersytecie w Amsterdamie. Napisał pracę doktorską pt.: "Het faillissement des verzekeraars", co w wolnym tłumaczeniu oznacza "Upadłość ubezpieczalni", wydaną przez wydawnictwo Roeloffzen en Hubner w Amsterdamie w 1891. Tytuł doktora uzyskał 8 maja 1891. 28 maja 1891 roku w Arnhem ożenił się po raz pierwszy z Susanną Cathariną Beatrix des Tombe, z którą miał dwie córki. Para rozwiodła się w 1897.
Wraz ze swoimi przyjaciółmi, Solko van den Berghiem oraz François Monodem, Sillem zorganizował "międzynarodowe spotkania strzeleckie" (obwieszczone niebawem pierwszymi mistrzostwami świata w strzelectwie) w 1897 w Lyonie. On sam wziął w nich udział i zdobył wówczas dwa brązowe medale. Medale mistrzostw świata zdobywał jeszcze w latach 1899–1901 (wliczając medal z igrzysk olimpijskich, które były jednocześnie mistrzostwami świata, Sillem zdobył w tym czasie trzy brązowe i jeden srebrny medal). Brał udział w Letnich Igrzyskach Olimpijskich 1900 w strzelectwie. Sklasyfikowany został w 7 konkurencjach tego sport, lecz tylko w konkurencji pistolet dowolny, 50 m, drużynowo, w której startował wraz z innymi strzelcami: Solko van den Berghiem, Antoniusem Bouwensem, Dirkiem Boestem Gipsem oraz Anthonym Sweijsem, zdobył brązowy medal.
Sillem w późniejszych latach zajął się wspinaczką górską. Wraz z Peterem Grahamem jako pierwszy wszedł od strony zachodniej na Górę Cooka (Aoraki) w Nowej Zelandii w marcu 1906 roku. Alpinista zmarł w 1907 roku w wieku 40 lat, kiedy to schodził z Mont Blanc.